# Anacamptodon africanus
Anacamptodon africanus är en bladmossart som beskrevs av Potier de la Varde 1928. Anacamptodon africanus ingår i släktet Anacamptodon och familjen Fabroniaceae. Inga underarter finns listade i Catalogue of Life.